# Дума о Ковпаке
«Дума о Ковпаке» (укр. Дума про Ковпака) — советская кинотрилогия, посвящённая С. А. Ковпаку и партизанскому соединению, которым он руководил во время Великой Отечественной войны.

## Сюжет
Фильм первый — «Набат». О зарождении в начале Великой Отечественной войны партизанского отряда в двенадцать человек и его развитии до мощного боевого соединения — Первой Украинской партизанской дивизии под командованием Ковпака и комиссара Руднева.
Фильм второй — «Буран». О рейде во вражеский тыл в 1941—1942 годах, о боях при форсировании Днепра и Припяти, знаменитой операции под Сарнами, вошедшей в историю Второй мировой войны под названием «Сарнский крест».
Фильм третий — «Карпаты, Карпаты…». О рейде партизанского соединения С. А. Ковпака летом 1943 года в Карпаты.

## В ролях
- Константин Степанков — Сидор Артемьевич Ковпак
- Валентин Белохвостик — комиссар Семён Руднев
- Николай Гринько — Демьян Коротченко
- Юрий Саранцев — Пётр Вершигора (некоторые отдельные сцены озвучил актёр Павел Морозенко — фильм 2-й «Буран»)
- Михаил Голубович — Фёдор Карпенко
- Николай Шутько — Петровский (в фильме «Карпаты, Карпаты…»)
- Зураб Капианидзе — Зураб Толадзе
- Владимир Антонов — Велас (в фильме «Карпаты, Карпаты…»)
- Михаил Кокшенов — Паша Устюжанин
- Лидия Стилик — Наталка
- Николай Мерзликин — Василь Николаев
- Сильвия Сергейчикова — Галина Очерет
- Александр Ануров — Василий Гурин
- Иван Гаврилюк — Ленкин
- Евгений Жариков — Платон Воронько (в титрах — Платон Горонько)
- Юрий Демич — Мошкин
- Яков Трипольский — Сталин
- Валентин Кулик — Пономаренко
- Геннадий Фролов — Сабуров
- Виктор Лазарев — Ворошилов
- Николай Прокопович — Гиммлер
- Юрий Прокопович — Дидлов
- Наталья Гвоздикова — Тоня
- Наталья Маркина — Аня Пирожкова
- Нина Ильина — Оля
- Аркадий Трощановский — Боровой
- Геннадий Нилов — Базыма
- Николай Пишванов — Коренев
- Андрей Подубинский  —  Борис Вакар
- Виктор Чекмарёв — Петров
- Станислав Бородокин — Войтенко
- Виктор Плотников — тракторист-партизан по прозвищу «Медведь» (озвучил актёр Павел Морозенко — 1-й фильм «Набат»)
- Анатолий Хостикоев — Янош Шот
- Александр Луценко — Опанасенко
- Коста Туриев — артиллерист
- Махарбек Туриев — Туриев
- Василий Симчич  — Иваночко
- Ирина Терещенко — немая девушка в сожжённом селе
- Александр Мовчан — Беспалов
- Александр Гай — Санин
- Геннадий Карнович-Валуа — Высоцкий
- Юрий Сатаров — Дрозд
- Лесь Сердюк — Гулявый
- Валерия Заклунная — Домна Руднева
- Пётр Ластивка — Радик Руднев
- Геннадий Юдин — ксёндз
- Владимир Волчик — оуновец
- Фёдор Панасенко — Охрим
- Павел Кормунин — Кривой
- Альгимантас Масюлис — Фридрих Крюгер
- Паул Буткевич — Гартман
- Александр Гринько — Шерберг
- Юрий Дубровин — Перепелица
- Леонид Слисаренко — Степан Крымов
- Александр Пархоменко — Савченко (3-й фильм «Карпаты, Карпаты...»), партизан (нет в титрах; 2-й фильм «Буран»)
- Дмитрий Миргородский — Савченко (1-й фильм «Набат»), партизан (нет в титрах; 2-й фильм «Буран»)
- Нина Реус — Ира
- Иван Матвеев — Велас
- Лев Перфилов — профсоюзный лидер
- Сергей Иванов — партизан
- Владимир Талашко — партизан
- Александр Быструшкин — партизан
- Кисленко Владимир — партизан (нет в титрах; 1-й фильм «Набат»)
- Раднэр Муратов — участник совещания у Сталина
- Осип Найдук — Топчий
- Наталия Миколышина (в титрах — Н. Миколишина) — Зося (в фильме «Карпаты, Карпаты…»)
- Геннадий Болотов — Иван Тимофеевич Егоров, лётчик
- Михаил Игнатов — друг Ивана Синицы (нет в титрах)

## Съёмочная группа
- Сценаристы: Игорь Болгарин, Виктор Смирнов
- Режиссёр: Тимофей Левчук
- Оператор: Эдуард Плучик
- Художники-постановщики: Вульф Агранов
- Композиторы: Виталий Губаренко, Игорь Шамо
- Текст песен: Дмитрий Луценко

## Награды
- Специальная премия за воплощение героико-патриотической темы X Всесоюзного кинофестиваля 1977 г. в Риге.[1]

- Золотые медали имени А. Довженко (1979, удостоены сценаристы И. Болгарин и В. Смирнов, режиссёр Т. Левчук, актёр К. Степанков).